# Will megye
Will megye az Amerikai Egyesült Államokban, azon belül Illinois államban található. Megyeszékhelye és legnagyobb városa Joliet. Lakosainak száma 696 355 fő (2020. április 1.).

## Szomszédos megyék
- Kane megye (északnyugat)
- DuPage megye (észak)
- Cook megye (északkelet)
- Lake megye (kelet)
- Kankakee megye (dél)
- Grundy megye (délnyugat)
- Kendall megye (nyugat)

## Népesség
A megye népességének változása:
| Lakosok száma | 678 859 | 680 192 | 681 590 | 682 829 | 687 263 | 696 355 |
|               | 2010    | 2011    | 2012    | 2013    | 2015    | 2020    |